# Tommaso Negri
Tommaso Negri (Genova, 26 maggio 1986) è un pallanuotista italiano, portiere della Pro Recco.

## Carriera
Inizia la carriera nelle giovanili della Sportiva Sturla, dove gioca la stagione 2001-2002 di Serie C conquistando a fine campionato la promozione in Serie B. Nel mese di agosto 2003 si trasferisce con la formula del prestito annuale alla Pro Recco, dove vince un titolo allievi a Pescara. L'8 marzo 2003 esordisce in Serie A1 contro la Rari Nantes Florentia scendendo in acqua durante l'ultimo tempo senza subire neppure una rete (partita vinta 14-7) ed arrivando al secondo posto in campionato. Il 17 maggio 2003 vince anche la sua prima Eurolega nella final four di LEN Champions League 2002-2003 di Genova, senza però essere mai sceso in campo. Nel settembre 2003 passa a titolo definitivo alla Rari Nantes Bogliasco, nella quale matura esperienza nella massima serie e dove vince due titoli juniores, uno nel 2004 a Salerno, dove inoltre viene premiato come miglior portiere del campionato, e l'altro nel 2005 ad Imperia.
Dopo quattro stagioni, nel settembre 2007 passa a titolo definitivo dal Bogliasco al Circolo Nautico Posillipo. Nel corso della prima stagione si alterna con l'esperto Fabio Violetti, raggiungendo la semifinale scudetto contro la Leonessa Brescia, dove la squadra partenopea viene eliminata raggiungendo, comunque, la terza posizione finale; è inoltre finalista in Coppa Italia. Nella successiva stagione 2008-2009 raggiunge quota novantasei presenze tra campionato e coppe, che lo portano a raggiungere prima la finale scudetto contro la Pro Recco (persa poi per 3-0) e successivamente la convocazione per i mondiali casalinghi di Roma. Nelle due stagioni seguenti raggiunge sempre la semifinale scudetto, perdendo però in entrambe le occasioni contro la Rari Nantes Savona.
Durante la stagione 2011-2012, prima dell'inizio della partita Circolo Nautico Posillipo-Rari Nantes Florentia (partita valevole per il quarto di finale play-off), riceve dal presidente Bruno Caiazzo una targa per il raggiungimento del traguardo delle 200 partite in rossoverde. Nel maggio 2011 ad Ostia, durante un raduno della nazionale maggiore in preparazione per il mondiale di Shanghai, Tommaso subisce un infortunio al ginocchio ed è costretto ad un intervento che lo terrà fuori per i seguenti due mesi. In questi anni resta nell'orbita della nazionale maggiore, dove gioca qualche amichevole senza però mai prendere parte ad alcuna competizione internazionale.

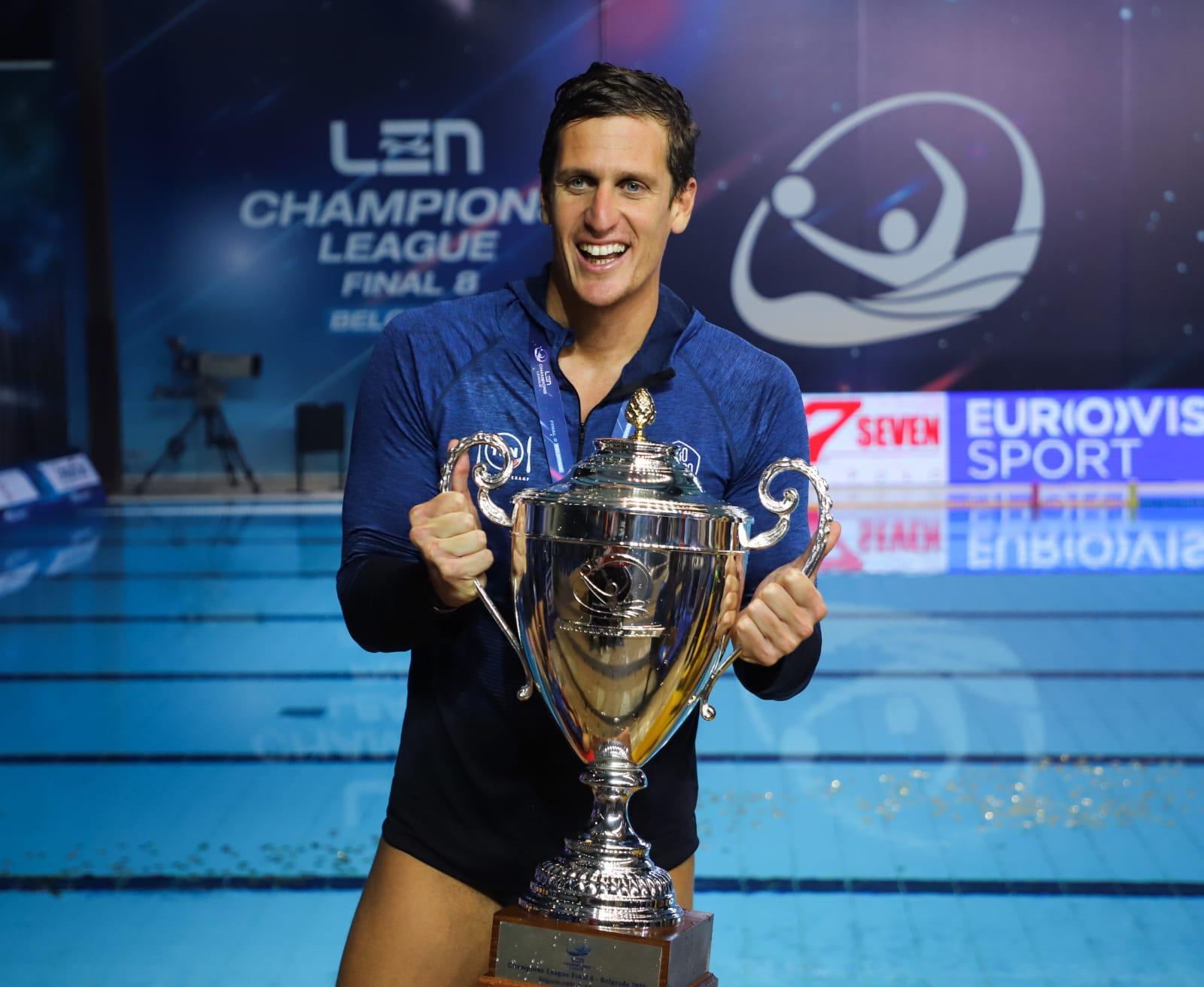
Tommaso Negri con la Champions League 2020-21

La sua ultima partita in azzurro risale al 6 gennaio 2012, Italia-Canada valevole per la Volvo Cup. Nel corso della stagione 2012-2013 taglia l'importante traguardo delle trecento partite in rossoverde.
Nella stagione 2014-2015, durante la partita di Coppa dei Campioni del 19 ottobre 2014 a Kragujevac, in Serbia, tra Radnićki e C.N. Posillipo, Negri indossa per la prima volta la fascia di capitano della sua squadra.
L'11 aprile 2015, in virtù della vittoria nel derby napoletano con l'Acquachiara (sconfitto per 11-10 al ritorno dopo il pareggio per 6-6 dell'andata), si aggiudica la LEN Euro Cup per la prima volta in carriera, contribuendo così ad arricchire la bacheca del circolo di Mergellina con l'unica coppa continentale che ancora mancava. Il 25 novembre 2015 nella piscina di Sori arriva invece la sconfitta in finale di Supercoppa LEN nel derby tutto italiano contro la formazione ligure della Pro Recco.
Nel giugno 2020, dopo aver difeso per 13 anni la porta del Circolo Nautico Posillipo, fa ritorno alla Pro Recco, squadra in cui aveva già militato nella stagione 2002-03. Durante la stagione 2020-21 arrivano i successi in Coppa Italia per 11-10 contro il Brescia e quello nella finale di Champions League contro i rivali del Ferencvaros per 9-6. Nelle stagioni seguenti conquista numerosi altri titoli a livello nazionale ed internazionale.
Dalla stagione 2009 Tommaso sceglie di giocare con il numero 13.

## Vita privata
Nel novembre 2018 si laurea a pieni voti in Scienze motorie presso l'Università Pegaso di Napoli.
A ottobre 2021 si laurea a pieni voti in Management dello sport, sempre presso l'Università Pegaso di Napoli.

## Palmarès

### Club
- Campionato italiano: 4

Pro Recco: 2021-2022, 2022-2023, 2023-2024, 2024-2025
- LEN Champions League: 4

Pro Recco: 2002-2003, 2020-2021, 2021-2022, 2022-2023
- Coppe LEN: 2

Posillipo: 2014-2015
Pro Recco: 2024-2025
- Coppe Italia: 4

Pro Recco: 2020-2021, 2021-2022, 2022-2023, 2024-2025
- Supercoppa LEN: 3

Pro Recco: 2021, 2022, 2023

### Nazionale
- Universiadi

Bangkok 2007: 
- Giochi del Mediterraneo

Pescara 2009: